# Список умерших в 1052 году
В этой статье представлен список известных людей, умерших в 1052 году.
См. также: Категория:Умершие в 1052 году

## Март
- 6 марта — Эмма Нормандская — королева-консорт Англии (1002—1013, 1014—1016; жена короля Этельреда II), королева-консорт Англии (1017—1035), королева-консорт Дании (1017—1035), королева-консорт Норвегии (1028—1035; жена короля Кнуда Великого)

## Апрель
- 6 апреля — Ниткер[нем.] — епископ Фрайзинга (1039—1052)

## Май

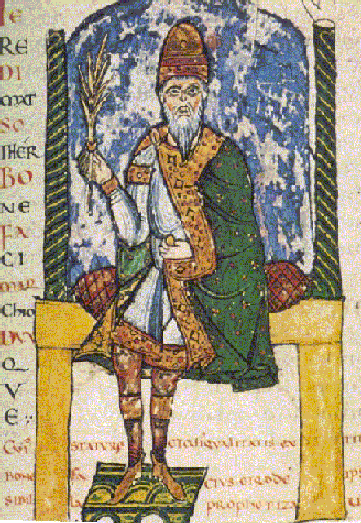
Бонифаций III

- 6 мая — Бонифаций III Каносский — маркграф Каноссы с 1012 года, маркграф Тосканы с 1027 года, герцог Сполето с 1043 года. Убит.

## Июнь

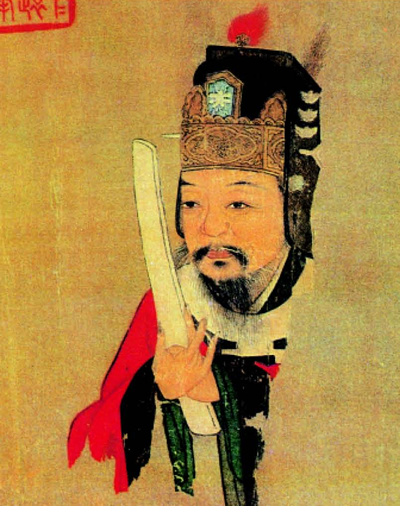
Фань Чжунъянь

- 3 июня — Гвемар IV — князь Салерно с 1027 года, князь Капуи с 1038 года, герцог Амальфи с 1039 года, герцог Гаэты (1040—1041). Убит.
- 19 июня — Фань Чжунъянь — китайский государственный деятель и писатель.

## Июль
- 29 июля — Халинард[фр.] — архиепископ Лиона (1046—1052)

## Октябрь
- 4 октября — Владимир Ярославич — князь новгородский (1034—1052).

## Ноябрь
- 20 ноября — Гуго (Юг) II — граф де Понтье с 1048 года.

## Декабрь
- 14 декабря — Аарон Скот[англ.] — ирландский аббат и музыкальный теоретик.

## Дата неизвестна или требует уточнения
- Би Шэн — китайский изобретатель, впервые в истории человечества применил для печатания подвижной шрифт.
- Божена[англ.] — княгиня-консорт Чехии, жена Ольдржиха. Дата приблизительна.
- Ибн Бутлан — иракский христианский врач, специалист в области гигиены и диетологии
- Гильермо I Толстый[нем.] — граф Бесалу (1020—1053)
- Гильом II Талвас — сеньор Беллема и Алансона, член дома Беллем.
- Свен Годвинсон — англосаксонский аристократ, эрл Херефордшира (1043—1051), один из активных участников политической борьбы в Англии в середине XI века.
- Стефан Воислав — правитель сербского княжества Дукля (1037—1052).